# Ganhe (sockenhuvudort i Kina, Hubei Sheng, lat 30,38, long 113,42)
Ganhe (kinesiska: 干河, 干河街道) är en sockenhuvudort i Kina. Den ligger i provinsen Hubei, i den centrala delen av landet, omkring 86 kilometer väster om provinshuvudstaden Wuhan. Antalet invånare är 147 528. Befolkningen består av 69 623 kvinnor och 77 905 män. Barn under 15 år utgör 14,0 %, vuxna 15-64 år 78 %, och äldre över 65 år 7,0 %.
Runt Ganhe är det tätbefolkat, med 613 invånare per kvadratkilometer. Närmaste större samhälle är Xiantao, 2,3 km öster om Ganhe. Trakten runt Ganhe består till största delen av jordbruksmark.
Genomsnittlig årsnederbörd är 1 462 millimeter. Den regnigaste månaden är maj, med i genomsnitt 197 mm nederbörd, och den torraste är december, med 25 mm nederbörd.